# Herbert Raine & Sons
Herbert Raine & Sons (auch: Raine und Raine of Durham) war ein britischer Karosseriehersteller, der im 20. Jahrhundert Aufbauten für Nutzfahrzeuge und Omnibusse herstellte und vereinzelt auch Personenkraftwagen einkleidete.

## Unternehmensgeschichte

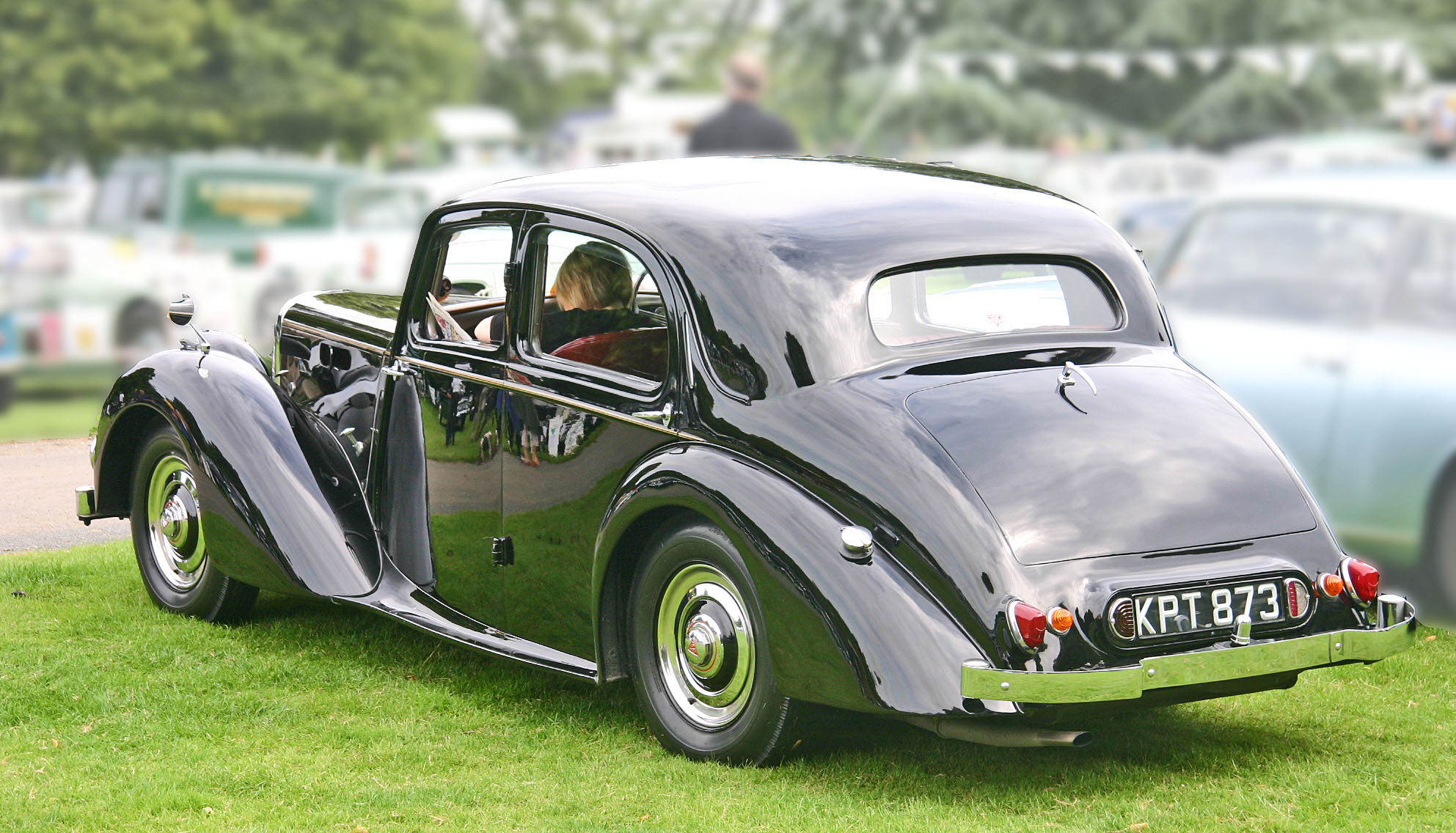
Ein von Raine eingekleideter Alvis TA14

Das Unternehmen wurde 1883 von Herbert Raine gegründet. Es war in der nordenglischen Gemeinde Spennymoor in der Grafschaft Durham ansässig. Raine fertigte anfänglich Kutschen für kommerzielle Zwecke, später wurden Automobile mit Nutzfahrzeugaufbauten hergestellt. Spätestens seit den 1930er-Jahren produzierte Raine auch Aufbauten für Omnibusse. Während des Zweiten Weltkriegs war Raine in erheblichem Umfang damit beschäftigt, beschädigte Armeefahrzeuge zu reparieren und gegebenenfalls mit neuen Karosserien zu versehen.
Nach dem Ende des Krieges setzte Raine die Fertigung von Nutzfahrzeugkarosserien fort. 1949 und 1950 entstanden auch einzelne Karosserien für Personenkraftwagen, darunter Aufbauten für den Alvis TA 14. Eine Serienfertigung kam jedoch nicht zustande. Ob Raine tatsächlich eine Ausweitung ins PKW-Gewerbe beabsichtigt hatte, ist unklar; eine Quelle spricht davon, dass die Automobilkarosserien lediglich für Werbezwecke gefertigt wurden. Zwei Alvis-TA-14-Chassis wurden von Raine als Lieferwagen eingekleidet.
In den 1960er-Jahren gab das Unternehmen die Fertigung neuer Karosserien auf. Raine beschäftigte sich bis 2001 mit der Reparatur von Nutzfahrzeugen. Danach wurde der bis zuletzt familiär geführte Betrieb eingestellt.